# Stadt Gröbzig
Stadt Gröbzig ist ein Ortsteil der Ortschaft Gröbzig der Stadt Südliches Anhalt im Landkreis Anhalt-Bitterfeld in Sachsen-Anhalt, (Deutschland).

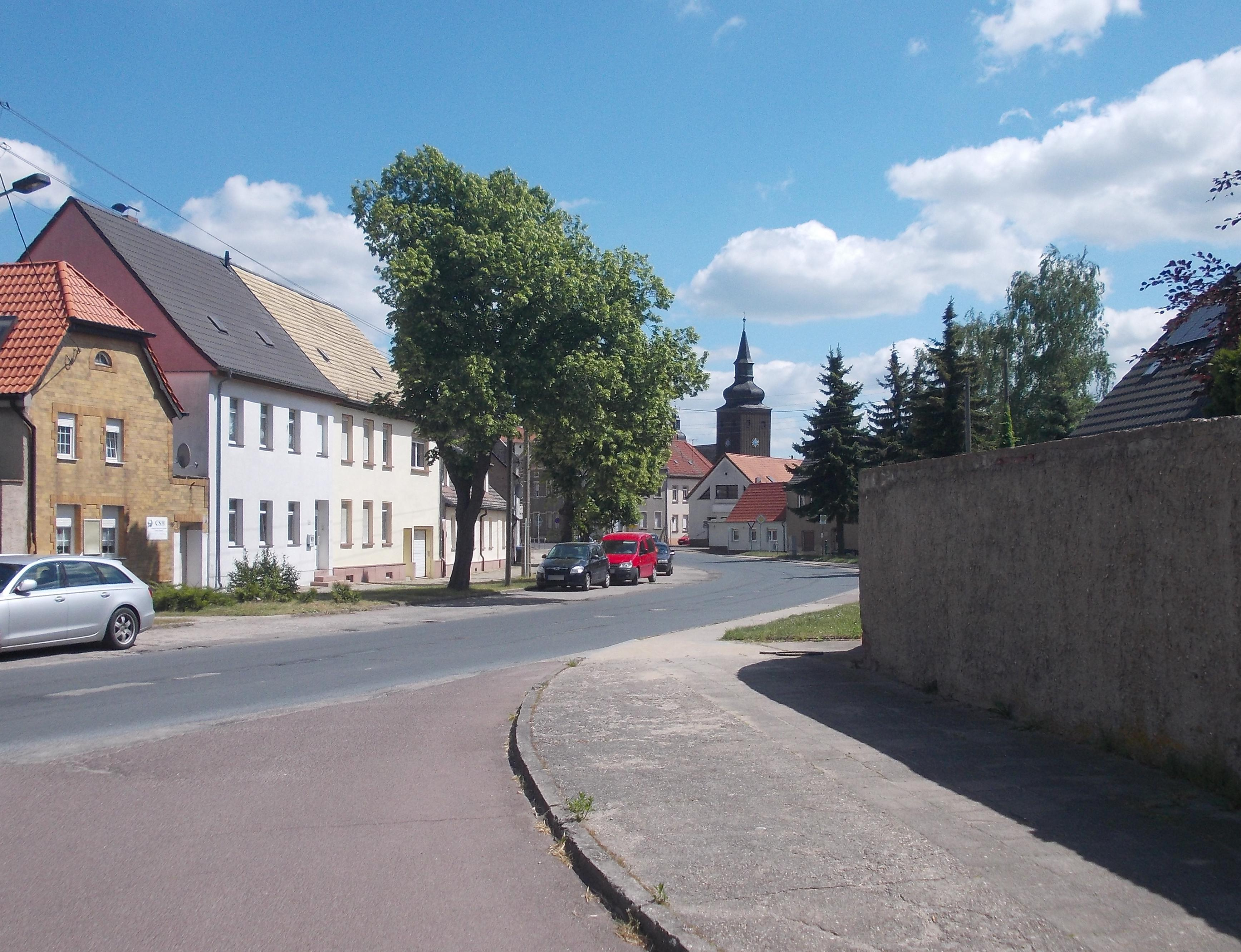
Bernburger Straße mit Kirche St. Martin im Hintergrund

## Geografie
Gröbzig liegt am westlichen Arm der Fuhne, der in Bernburg in die Saale mündet.

## Geschichte

### Verwaltung
Zur ehemaligen Stadt Gröbzig gehörten die Orte Werdershausen und Wörbzig.
Am 20. Juli 1950 wurde die bis dahin eigenständige Gemeinde Werdershausen nach Gröbzig eingemeindet.
Am 1. September 2010 wurde Gröbzig in die Stadt Südliches Anhalt eingemeindet.
Am 1. Juli 2014 ist das neue Kommunalverfassungsgesetz des Landes Sachsen-Anhalt in Kraft getreten. In dessen § 14 Abs. 2 wird den Gemeinden die Möglichkeit gegeben, den Ortsteilen, die vor der Eingemeindung Städte waren, diese Bezeichnung zuzuerkennen. Die Stadt Südliches Anhalt hat von dieser Regelung Gebrauch gemacht. Ihre neue Hauptsatzung ist mit Wirkung vom 14. Januar 2015 in Kraft getreten. Im § 8 Abs. 1 werden die Ortsteile mit ihren amtlichen Namen aufgeführt. Die Ortschaften sind nicht betroffen.

### Spinndüsenfabrik
Der Gröbziger Fabrikant und Erfinder der Metallspinndüse, Christian Friedrich Eilfeld (1868–1942), ließ zuerst in Privathäusern Produktionsstätten einrichten. Als diese zu klein wurden, erwarb er in den 1920er Jahren die Scheune der Witwe Kahleis und baute sie zu einer zweietagigen Fabrik um. Das Unternehmen wuchs weiter und hatte 1923 100 Angestellte, später 170, was zu einer weiteren Aufstockung des Fabrikgebäudes führte. Der Umsatz betrug 1929 und 1930 über eine Million Reichsmark. 1937/38 wurde unter Friedrich Eilfeld der An- und Neubau eines weiteren Produktionsgebäudes am Köhlerweg vorgenommen.
Nach dem Zweiten Weltkrieg wurde das Unternehmen zum VEB Gröbziger Spinndüsenfabrik und wuchs auf 470 Mitarbeiter an. Nach der Wende 1990 wurde das Unternehmen zunächst von der Treuhandanstalt verwaltet, wurde dann zur Gröbziger Spinndüsen GmbH, Unternehmen Wetzel und schließlich zur Enka Tecnica GmbH. Zugleich sank die Belegschaft auf 110 Mitarbeiter. Im Oktober 2005 wurde das inzwischen ungenutzte Gebäude des Fabrikanten Eilfeld abgerissen.
2013 wurde bekannt, dass das Unternehmen einen logistisch günstigeren Standort suchte. Im Juni 2014 wurde der Grundstein im halleschen Star Park gelegt, im Jahr darauf erfolgte der Umzug des Unternehmens und damit die Aufgabe des Standortes Gröbzig.

### Einwohnerentwicklung
| Jahr | Einwohner |
| ---- | --------- |
| 1970 | 3200      |
| 2005 | 3159      |
| 2016 | 2308      |

## Politik
In der Stadt Gröbzig gibt es einen ehrenamtlichen Bürgermeister. Aktuell ist dies   Marcel Freist.

### Wappen
Das Wappen wurde am 9. November 1994 durch das Regierungspräsidium Dessau genehmigt und im Landeshauptarchiv Magdeburg unter der Wappenrollennummer 62/1994 registriert.
Blasonierung: „In Silber eine schwebende rote, von zwei gezinnten Türmen flankierte Burg mit goldenem Tor und schwarzen Fensteröffnungen; auf der gezinnten Mauer ein linkshin schreitender schwarzer Bär mit goldener Krone und goldenem Halsband.“
Die Farben Gröbzigs sind Grün – Silber (Weiß).
An einem weniger bedeutenden Straßenübergang über die Fuhne entstand wahrscheinlich anstelle einer slawischen Wallanlage die 1291 zuerst genannte deutsche Burg (Castrum Grobceke) als Mittelpunkt einer 1252 zu Anhalt gehörenden Herrschaft, seit 1291 einer anhaltischen Vogtei. Der 1401 als Stadt genannte, von Zaun und Graben umgebene Ort erhielt 1465 als Flecken ein stadtrechtartiges Weichbildrecht, die Gerichtsbarkeit blieb in den Händen des landesherrlichen Amtmannes. Das Wappen von Gröbzig änderte sich mehrfach, je nachdem, an welches Fürstentum die Stadt verkauft wurde. Als Gröbzig durch Schenkung 1466 an das Erzstift Magdeburg kam, zeigte das Siegelbild einen unbewaffneten Ritter mit Hut und Helm, aber mit Richterstab, vor ihm ein Hilfesuchender. Nachdem die Stadt 1603 an die Bernburger Linie gefallen war, erschien deren Wappentier, ein linkshin schreitender gekrönter schwarzer Bär, im Stadtwappen. Nach Verkauf des Amtes Gröbzig an Fürst Leopold I. von Anhalt-Dessau erhielt das Wappen im Wesentlichen sein heutiges Aussehen.

### Flagge
Die Flagge wurde am 21. Januar 1998 durch das Regierungspräsidium Dessau genehmigt.
Die Flagge ist Grün – Weiß längsgestreift. Das Wappen ist mittig auf die Flagge aufgelegt.

## Kultur und Sehenswürdigkeiten

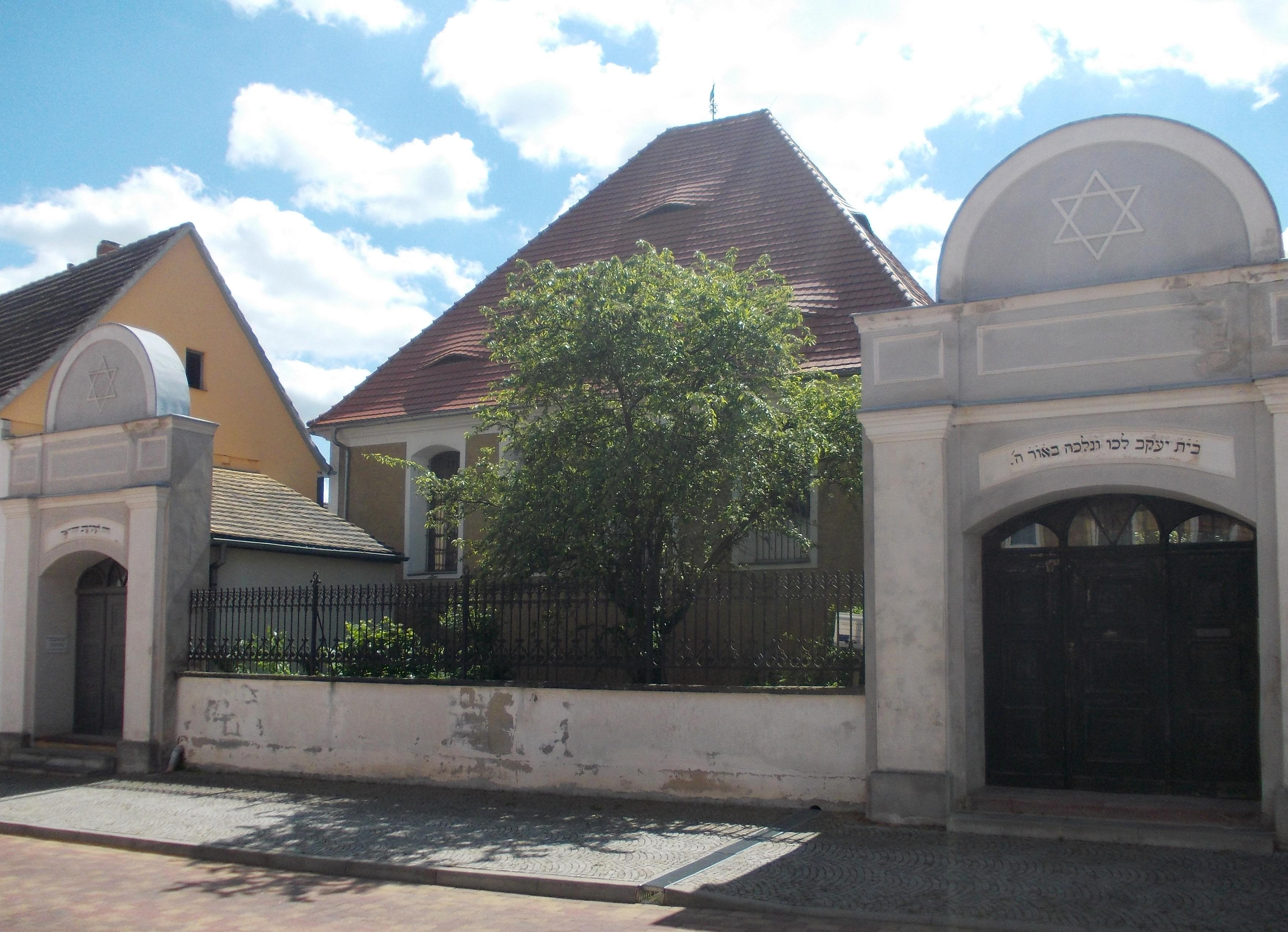
Synagoge Gröbzig

### Bauwerke
- Die Synagoge zu Gröbzig bildet mit dem Schulgebäude, dem jüdischen Gemeindehaus und dem jüdischen Friedhof ein sehr gut erhaltenes Denkmalensemble. Diese Einrichtungen wurden 1934 von der stark geschrumpften jüdischen Gemeinde dem Heimatverein der Stadt zur musealen Nutzung übertragen. So kam es, dass die Synagoge die Reichspogromnacht von 1938 unbeschadet überstehen konnte.

- Der Schlossturm ist einziges Überbleibsel des Gröbziger Schlosses und seines Vorgängers Castrum Grobceke, das vermutlich am Ort einer slawischen Wallanlage aus dem 8. oder 9. Jahrhundert errichtet worden war, und um das herum sich die Stadt Gröbzig in der Folge entwickelte. Nachdem das Schloss den Dreißigjährigen Krieg und den Stadtbrand von 1675 ohne Schaden überstanden hatte, wurde es seit 1784 nicht mehr genutzt, sodass man ab 1809 mit dem Abbruch begann. Mit den Steinen des abgebrochenen Schlosses errichtete die jüdische Gemeinde Gröbzigs einen Friedhof am Fuße des Akazienbergs in der Nähe der „Alten Saulache“. Dieser besteht noch heute. In der Zeit der DDR wurde der Schlossturm, der im Volksmund Mauseturm genannt wird, als Station der jungen Naturforscher genutzt. Hier fanden in der Freizeit verschiedene Zirkel statt. So konnten sich die Schüler in Astronomie und Elektronik betätigen und weiterbilden. Dabei erhielten die Schüler tatkräftige Unterstützung von Gröbziger Lehrern. Dem Lehrer Ehrhardt ist es auch zu verdanken, dass der Mauseturm nicht dem Verfall preisgegeben wurde. Seit einigen Jahren ist der Mauseturm das Domizil des Gröbziger Heimatvereins. Hier arbeiten die Mitglieder des Vereins am Aufbau verschiedener Ausstellungen.

### Friedhöfe
- Der Jüdische Friedhof wurde während der Zeit des Nationalsozialismus geschändet und die Leichenhalle abgerissen.
- Auf dem Städtischen Friedhof erinnern Gräber an vier KZ-Häftlinge, die bei einem Todesmarsch im April 1945 ums Leben gekommen sind; einer konnte später identifiziert werden.
- Ein Gedenkstein, ursprünglich 1954 auf dem Marktplatz errichtet, erinnert an die Opfer des Faschismus.

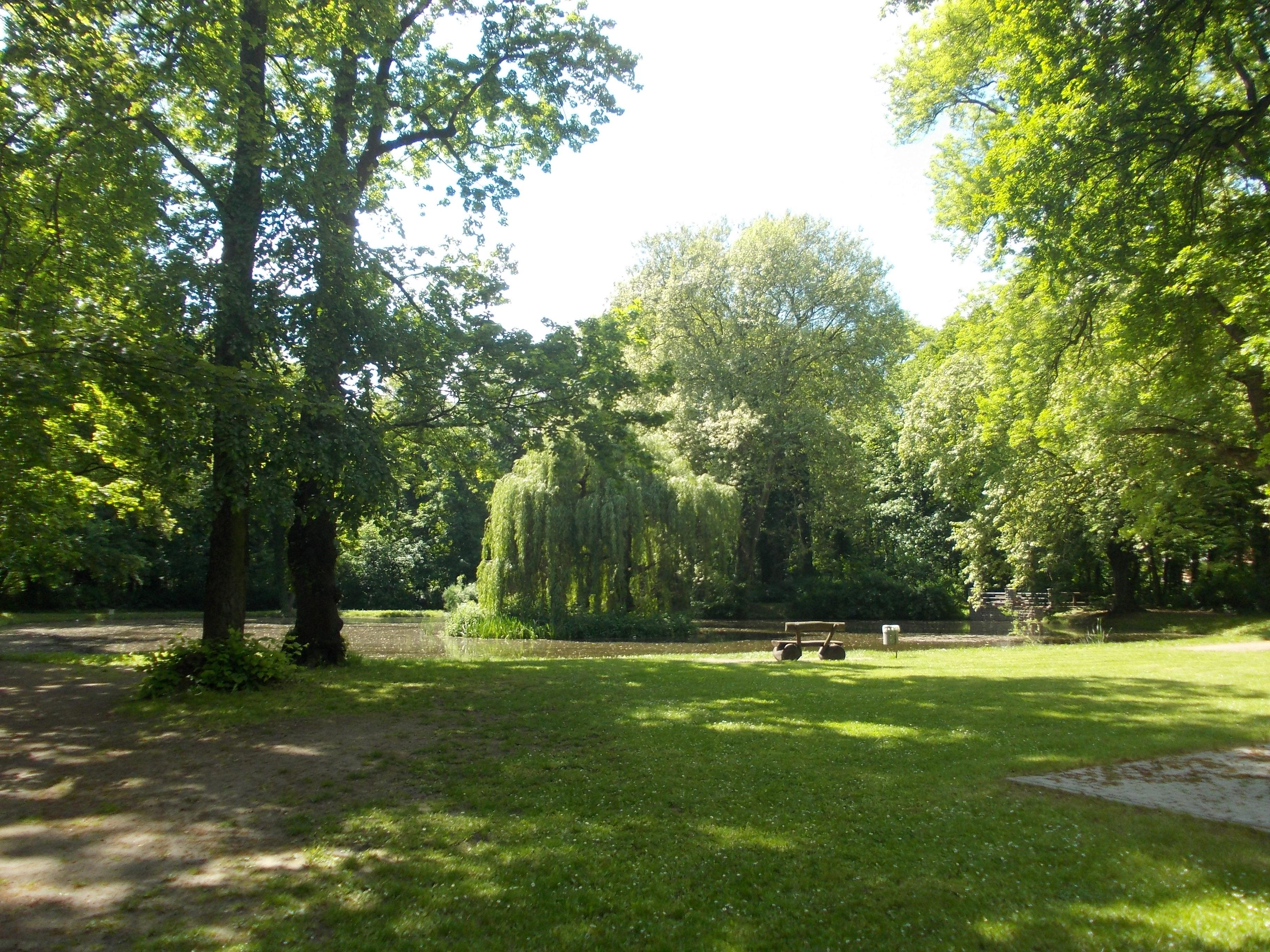
Teich im Volkspark

### Stadtpark
Im Gröbziger Stadtpark wird seit dem 500-jährigen Stadtjubiläum 1965 jährlich ein Parkfest durchgeführt.

## Wirtschaft und Infrastruktur

### Verkehr
Der Bahnhof Gröbzig (Anh) lag an der Bahnstrecke Nauendorf–Gerlebogk. Diese Strecke ist größtenteils stillgelegt, Gröbzig wurde seit 1973 nicht mehr bedient.
In der Stadt kreuzen die Landesstraßen L 146 und L 147.

## Persönlichkeiten
- Diederich von dem Werder (1584–1657), Barockdichter, geboren im Ortsteil Werdershausen
- Johann Friedrich Walkhoff (1751–1839), Pfarrer, Schulinspektor, Gründer des ersten deutschen Lehrervereins
- Eduard Zander (1813–1868), Maler, Naturforscher und Äthiopienreisender, Urahn von Peter Ustinov
- Heymann Steinthal (1823–1899), Philologe und Philosoph
- Leo Löwenthal (1855–1925), Heimat- und Mundartdichter
- Christian Friedrich Eilfeld (1868–1942), Erfinder der Metallspinndüse
- Aribert Grimmer (1900–1963), Theater- und Filmschauspieler
- Paul Vogel (1900–1979), Neurologe
- Peter Groeger (1933–2018), Schauspieler, Regisseur, Synchronsprecher und perfekter Dialektsprecher in anhaltischer Mundart